# Andrea Boldrini
Andrea Boldrini (ur. 10 lipca 1971 w Mediolanie) – włoski kierowca wyścigowy.

## Kariera
Boldrini rozpoczął karierę w wyścigach samochodowych w 1992 roku od startów w Europejskiej Formule Boxer, gdzie zdobył mistrzowski tytuł. W późniejszych latach pojawiał się także w stawce Włoskiej Formuły 3, Masters of Formula 3, Grand Prix Monako Formuły 3, Formuły Nippon, FIA GT Championship, Formuły 3000, Włoskiego Pucharu Porsche Carrera, Porsche Supercup oraz GT3 Cup – Coppa Paul Frère.
W Formule 3000 Włoch został zgłoszony do pięciu wyścigów sezonu 1999 z włoską ekipą World Racing Team. Wystartował tylko w jednym wyścigu, którego jednak nie ukończył.
W 1996 roku Boldrini pełnił funkcję kierowcy testowego zespołu Minardi w Formule 1.